# خبايا السويس (كتاب)
خبايا السويس هو الكتاب السادس للأستاذ محمد حسنين هيكل، وقد صدر سنة 1966، بمناسبة حلول الذكرى العاشرة لأزمة السويس.

## الوصف
الكتاب من القطع المتوسط ضمن 158 صفحة، وأقرب إلى أن يكون حوار، فهو
أولا: دراسة عن حقيقة أحداث هذه الأزمة العالمية الكبيرة - كتبها المؤرخ البريطاني الشهير هيو توماس HUGH THOMAS أستاذ التاريخ المعاصر بجامعة ريدنج UNIVERSITY OF READING وصاحب الدراسة الرائعة عن الحرب الأهلية الأسبانية بتكليف من جريدة الصنداي تيمس SUNDAY TIMES الممتازة، التي تولت من جانبها أن ترتب له ما يشاء من المقابلات وأن تفتح له ما يريد من الملفات.
ودراسته مكونة من عدة فصول:
1 - تأميم شركة قناة السويس.
2 - توزيع المسئوليات.
3 - خطة للاستيلاء على سيناء.
4 - اتفاقية الفيلا سيفر.
ثانيا - تعليقات وملاحظات على هذه الدراسة سمح الأستاذ هيكل لنفسه بكتابتها عندما نشرت دراسة هيو توماس في مصر.
وملاحظاته مكونة من عدة فصول:
1 - أشباح السويس !
2 - الحقيقة العارية..!
3 - محاولة للإجابة على سؤال من خبايا السويس.
4 - كيف اجتمعت بريطانيا وإسرائيل على طريق التواطؤ... ثم العدوان؟
5 - حقيقة ما حدث على رمال سيناء.
بدراسة الأستاذ هيو توماس، وملاحظات الأستاذ هيكل، انجلت كثيرا من أسرار السويس خصوصا فيما يتعلق بأهداف العدوان الثلاثي، وبتفاصيل التواطؤ الذي سبق العدوان.